# Mohammed Mongi Lahbib
Mohammed Mongi Lahbib (* 4. Juni 1944 in Gabès) ist ein tunesischer Diplomat im Ruhestand. Von 1997 bis 2001 war er tunesischer Botschafter in der Volksrepublik China. Er ist verheiratet und Vater von drei Kindern.

## Ausbildung
- 1964 Bachelor Philosophie Lycée garçons in Sfax.
- Praktika in Tunesien, Frankreich, Belgien, Stockholm, Kopenhagen und Wien (UNIDO).
- 1968 Master der Wirtschaftswissenschaft der Universität Tunis, Träger eines durch Habib Bourguiba ausgelobten Preises.
- 1971 graduierte er an der École nationale d’administration.

## Werdegang
- Von 1975 bis 1979 war er Gesandtschaftsrat in Kuwait.
- Von 1979 bis 1983 war er Gesandtschaftsrat in Brüssel
- Von 1983 bis 1984 war er Büroleiter des Staatssekretärs für Auswärtige Angelegenheiten.
- Von 1984 bis 1988 war er als Bevollmächtigter Gesandter, Geschäftsträger in Algier.[1]
- Von 1988 bis 1992 war er Botschafter in Amman.
- Von 1992 bis 1997 war er Generalsekretär des Ministeriums für internationale Zusammenarbeit und Auslandsinvestitionen.
- Von 1997 bis 2001 war er Botschafter in Peking.[2]
- Von 2001 bis 2002 war er Büroleiter des Außenministers.
- Von 2002 bis 2004 war er Generalinspekteur des Ministeriums für auswärtige Angelegenheiten.
- Von 2004 bis 2005 war er Leiter der Abteilung Europäische Union im Auswärtigen Amt in Tunis und war Delegierter bei Konferenzen der Neuen Partnerschaft für Afrikas Entwicklung[3][4]